# اولین قتل (فیلم ۲۰۱۷)
اولین قتل (انگلیسی: First Kill) یک فیلم اکشن آمریکایی به کارگردانی استیون سی میلر با بازی هایدن کریستنسن و بروس ویلیس محصول سال ۲۰۱۷ است.

## بازیگران
- هایدن کریستنسن
- بروس ویلیس
- گثین_آنتونی
- مگان لئونارد
- تایلر جان اولسون [۳]
- جیس پروت [۳]
- شیا باکرر
- ویلیام دیمو
- کریس ر موس
- کریستین دای

## تولید
فیلمبرداری اصلی این فیلم در اوت ۲۰۱۶ در اوهایو آغاز شد. 